# Axelina
Kvinnonamnet Axelina är den feminina formen av Axel som är en nordisk form av det hebreiska namnet Absalon. Namnet betyder fadern är välgång. En annan variant av namnet är Axelia.
Axelina var ganska populärt i Sverige när 1800-talet gick mot sitt slut, men har aldrig varit ett riktigt modenamn.[källa behövs]
Den 31 december 2014 fanns det totalt 907 kvinnor folkbokförda i Sverige med namnet Axelina, varav 95 bar det som tilltalsnamn.
Namnsdag: 16 juni